# 普萊森特希爾 (阿肯色州薩林縣)
普萊森特希爾（英語：Pleasant Hill）是位於美國阿肯色州薩林縣的一個非建制地區。該地的面積和人口皆未知。

## 地理
普萊森特希爾的座標為34°41′47″N 92°36′57″W / 34.69639°N 92.61583°W，而該地的平均海拔高度為123米（即404英尺）。